# مصطفی کیایی
مصطفی کیایی (زاده ۱۳۵۵ در کرج) کارگردان، تهیه‌کننده و فیلم‌نامه‌نویس سینما و تلویزیون و برادر محسن کیایی هنرپیشه سینما است. سریال هم گناه نخستین اثر وی در شبکه نمایش خانگی است.

## فعالیت حرفه‌ای
او فعالیت هنری خود را از سال ۱۳۷۳ در مرکز آموزش فیلم‌سازی اداره ارشاد کرج آغاز کرد و از سال ۱۳۷۶ همزمان با تحصیل در رشته فیلم‌سازی در دانشگاه به عنوان دستیار کارگردان در مجموعه‌های تلویزیونی و سینمایی مشغول به کار شد. مصطفی کیایی در گفتگویی که در ۲ دی ماه ۹۶ با فریدون جیرانی داشت در برنامه زنده سی و پنج از بسیاری از بخش‌های زندگی خود صحبت داشت و در رابطه با فیلم‌ها و سریال‌هایی که ساخته صحبت نمود. او پس از اتمام دوران تحصیل در سال ۸۱ به عنوان نویسنده، کارگردان و تدوین‌گر در برنامه‌های تلویزیونی فعالیت خود را ادامه داد و در این مدت برنامه‌های زیادی را برای شبکه‌های مختلف تلویزیونی ساخت. او در سال ۱۳۸۶ درخواست پروانه ساخت فیلم بعدازظهر سگی سگی را به اداره نظارت و ارزشیابی وزارت ارشاد ارسال نمود، اما موفق به اخذ پروانه ساخت نگردید و با تعویض تهیه‌کننده در سال ۱۳۸۸ پروانه ساخت فیلم بعد از ظهر سگی سگی را به تهیه‌کنندگی جوزان فیلم اخذ نمود و اولین فیلم بلند سینمایی خود را جلوی دوربین برد. وی از برادر خود محسن کیایی در بیشتر فیلم‌هایش استفاده می‌کند. مصطفی کیایی در سال ۱۳۹۸ اولین سریالش را با نام هم‌گناه کارگردانی کرد که نویسندگی آن برعهده محسن کیایی و علی کوچکی بود.

## آثار

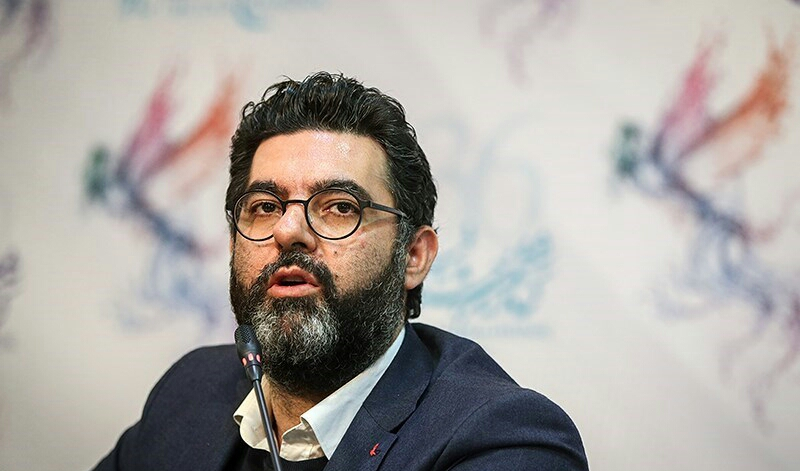
مصطفی کیایی در جشنواره فیلم فجر ۱۳۹۶

### سینما
| سال  | نام                | کارگردان | نویسنده | تهیه‌کننده |
| ---- | ------------------ | -------- | ------- | --------- |
| ۱۳۸۸ | بعد از ظهر سگی سگی | آری      | آری     | آری       |
| ۱۳۹۰ | ضد گلوله           | آری      | آری     | نه        |
| ۱۳۹۲ | خط ویژه            | آری      | آری     | نه        |
| ۱۳۹۳ | عصر یخبندان        | آری      | آری     | نه        |
| ۱۳۹۴ | بارکد              | آری      | آری     | آری       |
| ۱۳۹۶ | چهارراه استانبول   | آری      | آری     | آری       |
| ۱۳۹۶ | در وجه حامل        | نه       | نه      | آری       |
| ۱۳۹۷ | مطرب               | آری      | آری     | آری       |

### تلویزیون
| سال  | نام        | نویسنده |
| ۱۳۹۰ | نقطه سر خط | آری     |
| ۱۳۹۰ | راه در رو  | آری     |
| ۱۳۹۲ | خروس       | آری     |
| ---- | ---------- | ------- |

### نمایش خانگی
| سال  | نام     | کارگردان | تهیه‌کننده |
| ۱۳۹۸ | هم گناه | آری      | آری       |
| ۱۴۰۱ | بی گناه | نه       | آری       |
| ---- | ------- | -------- | --------- |

## جوایز
| سال  | نام اثر          | جایزه                                                             | نتیجه    |
| ---- | ---------------- | ----------------------------------------------------------------- | -------- |
| ۱۳۸۹ | ضد گلوله         | برنده سیمرغ بلورین بهترین فیلمنامه از سی‌امین جشنواره فیلم فجر     | برنده    |
| ۱۳۹۳ | عصر یخبندان      | سیمرغ بلورین بهترین کارگردانی از جشنواره فیلم فجر                 | نامزدشده |
| ۱۳۹۴ | بارکد            | سیمرغ بلورین بهترین فیلم از نگاه تماشاگران از جشنواره فیلم فجر    | نامزدشده |
| ۱۳۹۶ | چهارراه استانبول | بهترین فیلم از نگاه تماشاگران از سی و ششمین دوره جشنواره فیلم فجر | نامزدشده |